# Twenty20
Twenty20 («Двадцать20», произносится «твенти-твенти») в крикете — особый формат проведения матча, один из трёх основных форматов (наряду с тестовым и ODI). Twenty20 является одной из форм крикета с ограниченными оверами, где длительность матча определяется не временным лимитом, а установленным набором подач. Тем не менее, матч ODI может быть завершён и в связи с исчерпанием выделенного на игру времени — причиной тому может стать плохая погода или иные с трудом предсказуемые факторы. В этом случае матч признаётся завершённым без результата. В целом же матч ODI может завершиться победой одной из команд, ничьей по ранам (ничья-тай) или не принести результата. В отношении международных матчей данного формата может употребляться аббревиатура LOI (англ. Limited Overs Internationals), однако этим же термином обозначаются и международные матчи по системе ODI.
Матч в формате Twenty20 проходит в течение одного дня и включает два иннингса, в одном из которых отбивает одна команда, в другом — вторая. В рамках одного иннингса команда подаёт 20 оверов (каждый овер включает шесть подач). Игроки проводят на поле около трёх с половиной часов. Впервые формат Twenty20 применялся для англо-валлийского чемпионата графств, затем формат стал применяться и для проведения международных встреч. Первый матч Twenty20 прошёл 13 июня 2003 года. В 2007 году был проведён первый розыгрыш чемпионата мира по правилам Twenty20.
Формат Twenty20, также как формат ODI, имеет несколько особенностей, отличающих крикет с ограниченными оверами от тестового крикета. Команды могут играть в форме произвольных цветов, в то время как тестовые состязания допускают только белую экипировку. В матчах ODI и Twenty20 используется белый мяч, в то время как тестовые игры предполагают использование красного снаряда. Выбор цвета мяча обусловлен тем, что до 2012 года тестовые матчи не могли проводиться при искусственном освещении. Форматы ODI и Twenty20 являются более привлекательными для телевизионной трансляции, поскольку они позволяют проследить за относительно короткой игрой, ход которой не подвержен консервативным условностям тестового крикета. Twenty20 является более коммерчески успешным форматом, нежели ODI. Скоротечность матча Twenty20 сделала данный формат популярным на уровне национальных первенств. Появление формата дало толчок к развитию профессиональных крикетных лиг в Европе, Азии и Океании. Формат оказал влияние на развитие других форм крикета и игры в целом.

## Команды, имеющие право участвовать в международных матчах Twenty20
- Тестовые сборные
  -  Австралия (1971 г.)
  -  Англия (1971 г.)
  -  Новая Зеландия (1973 г.)
  -  Пакистан (1973 г.)
  -  Вест-Индия (1973 г.)
  -  Индия (1974 г.)
  -  Шри-Ланка (1975 г.)
  -  Зимбабве (1983 г.)
  -  Бангладеш (1986 г.)
  -  ЮАР (1991 г.)[2]
- Команды, обладающие временным статусом ODI (присуждается на 4 года)
  -  Кения (1996 г.)
  -  Канада (2006 г.)
  -  Ирландия (2006 г.)
  -  Шотландия (2006 г.)
  -  Нидерланды (2006 г.)
  -  Афганистан (2009 г.)
- Команды, лишённые временного статуса ODI
  -  Бермуды (2006—2009 гг.)

## Национальные чемпионаты
В таблице приведены крупнейшие национальные чемпионаты, проводимые по системе Twenty20.
| Страна         | Чемпионат                                |
| -------------- | ---------------------------------------- |
| Австралия      | Биг Бэш                                  |
| Англия         | Френдс Лайф t20                          |
| Афганистан     | Афганский провинциальный турнир Twenty20 |
| Бангладеш      | Бенгальская Премьер-лига                 |
| Вест-Индия     | Карибская Премьер-лига                   |
| Зимбабве       | Серия 20                                 |
| Индия          | Индийская премьер-лига                   |
| Канада         | Национальный чемпионат T20               |
| Кения          | Восточно-Африканская Премьер-лига        |
| Новая Зеландия | Кубок HRV                                |
| Пакистан       | Кубок T20                                |
| США            | Американский чемпионат Twenty20          |
| Шотландия      | Murgitroyd Twenty20                      |
| Шри-Ланка      | Шри-ланкийская Премьер-лига              |
| ЮАР            | T20 Челлендж                             |